# Lijst van voetbalinterlands Niger - Soedan
Deze lijst van voetbalinterlands is een overzicht van alle officiële voetbalwedstrijden tussen de nationale teams van Niger en Soedan. De landen hebben tot op heden vier keer tegen elkaar gespeeld. De eerste ontmoeting, een vriendschappelijke wedstrijd, vond plaats in Dubai (Verenigde Arabische Emiraten) op 22 augustus 2021. Het laatste duel, een kwalificatiewedstrijd voor de Afrika Cup 2025, werd gespeeld op 14 november 2024 in Lomé (Togo).

## Wedstrijden
| № | Plaats | Datum            | Competitie                   | Wedstrijd      | Uitslag |
| - | ------ | ---------------- | ---------------------------- | -------------- | ------- |
| 1 | Dubai  | 22 augustus 2021 | Vriendschappelijk            | Soedan − Niger | 1 − 2   |
| 2 | Dubai  | 26 augustus 2021 | Vriendschappelijk            | Soedan − Niger | 3 − 0   |
| 3 | Juba   | 4 september 2024 | Afrika Cup 2025 kwalificatie | Soedan − Niger | 1 − 0   |
| 4 | Lomé   | 14 november 2024 | Afrika Cup 2025 kwalificatie | Niger − Soedan | 4 − 0   |

## Samenvatting
| Competitie              | Totaal gespeeld | Winst Niger | Gelijk | Winst Soedan | Doelsaldo Niger – Soedan |
| ----------------------- | --------------- | ----------- | ------ | ------------ | ------------------------ |
| Afrika Cup-kwalificatie | 2               | 1           | 0      | 1            | 4 − 1                    |
| Vriendschappelijk       | 2               | 1           | 0      | 1            | 2 − 4                    |
| Totaal                  | 4               | 2           | 0      | 2            | 6 − 5                    |

FNF · Nigerees vrouwenelftal
Interlands
Tegenstander:
Algerije ·
Angola ·
Benin ·
Botswana ·
Burkina Faso ·
Burundi ·
Congo-Brazzaville ·
Congo-Kinshasa ·
Djibouti ·
Egypte ·
Equatoriaal-Guinea ·
Ethiopië ·
Gabon ·
Gambia ·
Ghana ·
Guinee ·
Ivoorkust ·
Kaapverdië ·
Kameroen ·
Lesotho ·
Liberia ·
Libië ·
Madagaskar ·
Mali ·
Marokko ·
Mauritanië ·
Mozambique ·
Namibië ·
Nigeria ·
Oeganda ·
Oekraïne ·
Senegal ·
Sierra Leone ·
Soedan ·
Somalië ·
Swaziland ·
Tanzania ·
Togo ·
Tsjaad ·
Tunesië ·
Zambia ·
Zuid-Afrika
SFA ·
Bondscoaches ·
Topscorers ·
Soedanees vrouwenelftal
1956 · 
1957 · 
1958 · 
1959 · 
1960 · 
1961 · 
1962 · 
1963 · 
1964 · 
1965 · 
1966 · 
1967 · 
1968 · 
1969 · 
1970 · 
1971 · 
1972 · 
1973 · 
1974 · 
1975 · 
1976 · 
1977 · 
1978 · 
1979 · 
1980 · 
1981 · 
1982 · 
1983 · 
1984 · 
1985 · 
1986 · 
1987 · 
1988 · 
1989 · 
1990 · 
1991 · 
1992 · 
1993 · 
1994 · 
1995 · 
1996 · 
1997 · 
1998 · 
1999 · 
2000 · 
2001 · 
2002 · 
2003 · 
2004 · 
2005 · 
2006 · 
2007 · 
2008 · 
2009 · 
2010 · 
2011 · 
2012 · 
2013 · 
2014 ·
2015 ·
2016 ·
2017 ·
2018 ·
2019 ·
2020 ·
2021
Algerije ·
Angola ·
Bahrein ·
Bangladesh ·
Benin ·
Burkina Faso ·
Burundi ·
Centraal-Afrikaanse Republiek ·
China ·
Congo-Brazzaville ·
Congo-Kinshasa ·
Djibouti ·
Egypte ·
Equatoriaal-Guinea ·
Eritrea ·
Ethiopië ·
Gabon ·
Ghana ·
Guinee ·
Guinee-Bissau ·
Irak ·
Ivoorkust ·
Jemen ·
Jordanië ·
Kameroen ·
Kenia ·
Koeweit ·
Lesotho ·
Libanon ·
Liberia ·
Libië ·
Madagaskar ·
Malawi ·
Mali ·
Marokko ·
Mauritanië ·
Mauritius ·
Mozambique ·
Nieuw-Zeeland ·
Niger ·
Nigeria ·
Oeganda ·
Oman ·
Palestina ·
Qatar ·
Rwanda ·
Saoedi-Arabië ·
Sao Tomé en Principe ·
Senegal ·
Seychellen ·
Sierra Leone ·
Somalië ·
Sri Lanka ·
Swaziland ·
Syrië ·
Tanzania ·
Togo ·
Tsjaad ·
Tunesië ·
Verenigde Arabische Emiraten ·
Zambia ·
Zimbabwe ·
Zuid-Afrika ·
Zuid-Korea ·
Zuid-Soedan